# Abdülkadir Aygan
Abdülkadir Aygan (geboren 1958 in
Uzunhıdır) ist ein ehemaliges PKK-Mitglied und war als Überläufer an Verbrechen der JİTEM in den kurdischen Regionen der Türkei beteiligt.

## Jugendjahre und PKK-Beitritt
Abdülkadir Aygan wurde 1958 im Dorf Uzunhıdır in Suruç (Provinz Şanlıurfa) geboren. Er besuchte das Berufsfachgymnasium in Adana für Kfz-Mechaniker (Adana Motor Meslek Lisesi) und beteiligte sich an bewaffneten Auseinandersetzungen mit den rechtsextremen Ülkücüler in Adana. Bei einem Schusswechsel wurde Aygan von zwei Kugeln im Rücken oberhalb der rechten Niere getroffen. Im Krankenhaus erhielt Aygan Besuch von Abdullah Öcalan, mit dem er weitläufig verwandt ist. Ihre Großväter waren Cousins. Im Jahr 1977 brach Aygan die Schule ab und schloss sich dem Vorläufer der PKK an. Hier beteiligte er sich an bewaffneten Aktionen. In dieser Zeit stand  er unter dem Kommando des später von der PKK hingerichteten Terzi Cemal.
1980 wurde Aygan gefasst und zu einer Haftstrafe verurteilt. Circa 1,5 Jahre verbrachte er in verschiedenen Haftanstalten. Nach seiner Entlassung wurde Aygan 1982 zum Militärdienst herangezogen und auf Zypern stationiert. Hier floh Aygan zur griechisch-zypriotischen Seite, ging nach Österreich und Deutschland und war erneut für die PKK aktiv. Im PKK-Lager im Libanon erhielt Aygan eine Ausbildung und war 1984 am offiziellen Auftakt des bewaffneten Kampfes der PKK in der Türkei beteiligt.

## Bruch mit der PKK
Als Aygan Zeuge einer internen Hinrichtung eines angeblichen Verräters innerhalb der PKK wurde, floh er und stellte sich den türkischen Sicherheitskräften. Major Cem Ersever leitete das Verhör und Aygan kooperierte. Er wurde zu lebenslanger Haft verurteilt und kam in die Gemeinschaftszelle für Überlaufer im Militärgefängnis Diyarbakır. Im Jahr 1990 wurde Aygan begnadigt und erneut zum Militär eingezogen, um seinen Wehrdienst zu komplettieren. Nach eigener Darstellung wurde er dabei in Kars erneut von Major Cem Ersever aufgesucht und nun aktiv für den illegalen Nachrichtendienst der Gendarmerie JİTEM rekrutiert. Aygan wurde offiziell bei der Gendarmerie angestellt und für tot erklärt. Er erhielt eine neue Identität mit dem Namen Aziz Turan. Bis zum Jahr 1999 war Aygan unter falschen Namen für die JİTEM aktiv und in dieser Zeit an zahlreichen Verbrechen beteiligt. 1999 wurde Aygan als Zivilangestellter  nach Burdur versetzt, reichte 2001 seine Entlassung ein, verließ das Land mit seiner Familie und beantragte in Schweden Asyl. In Schweden wurden seine Berichte zu einem Buch verarbeitet, darin schilderte Aygan detailliert die Verbrechen der JİTEM. Aufgrund seiner Angaben kam es wegen verschiedener Morde zu mehreren Gerichtsverfahren in der Türkei. Das Buch enthält auch Belege, dass Aygan tatsächlich bei der Gendarmerie angestellt war. Der Oberst a. D. Abdülkerim Kırca erschoss sich 2009 wenige Stunden, nachdem Aygan berichtet hatte, dass er Zeuge gewesen sei, dass Kırca drei Personen im Südosten der Türkei erschossen habe. Er berichtete auch von der Entführung und anschließenden Ermordung von Murat Aslan. Aygans Angaben führten später zur Entdeckung des Leichnams.
Prominente Personen unter den mehreren Dutzend Mordopfern der JİTEM nach Aygans Aussagen waren u. a. Musa Anter und Vedat Aydın.
Aygan ist verheiratet und hat fünf Kinder.